# Helicobolomyces lichenicola
Helicobolomyces lichenicola — вид грибів, що належить до монотипового роду Helicobolomyces.